# Argeș (fiume)
Il fiume Argeș è un affluente del Danubio che scorre nella parte sud occidentale della Romania. Nasce nella parte occidentale della cima principale dei Monti Făgăraș dalla confluenza del torrente Buda e dal torrente Capra.
Il torrente Buda nasce dalla cima del monte Arpașu Mic a 2.030 m. mentre il torrente Capra è un emissario del lago di origine glaciale Capra.
A valle della confluenza è stata costruita una diga con centrale idroelettrica.
Il fiume scorre in direzione nord- sud fino all'abitato di Pitești poi scorre verso occidente aumentando la sua portata d'acqua dai 19,6 m³/s fino ai 73 m³/s alla confluenza col Danubio. Nella prima parte del corso del fiume sono state costruite 17 centrali idroelettriche

## Affluenti
Affluenti di sinistra
- Buda
- Valea cu Pești
- Valea Lupului
- Limpedea
- Chuciura
- Vâlsan
- Râul Doamnei
- Cârcinov
- Budișteanca
- Sabar
- Câlnău
- Dâmbovița
- Rasa

Affluenti di destra
- Capra
- Cumpăna
- Valea lui Stan
- Arefu
- Bănești
- Bascov
- Neajlov